# Маргінал

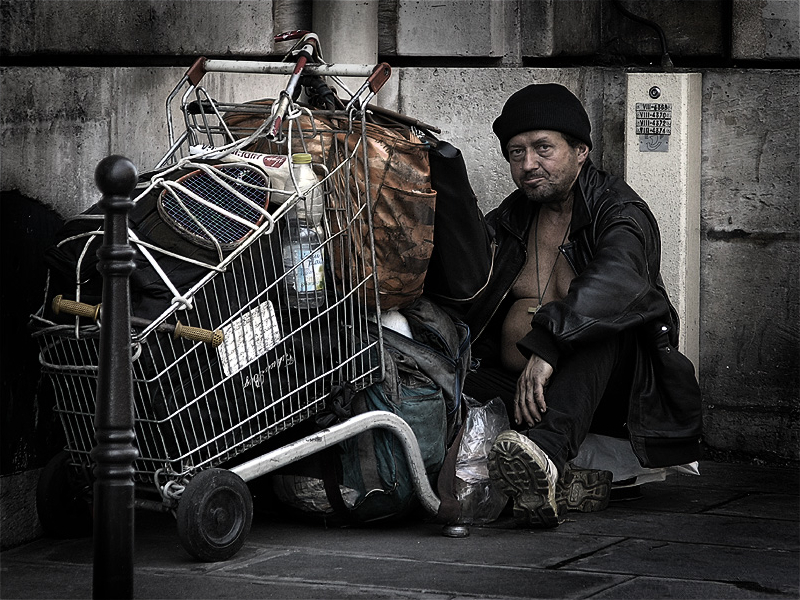
Приклад маргінала — клошар у Парижі

Маргіна́л (від лат. margo — край, межа, кордон) — суспільний індивід — людина, що перебуває на краю, на межі різних систем — культур, соціальних цінностей і яка зазнає їхнього суперечливого впливу. В індивідуальному плані — це особа, що має групову приналежність без групової ідентифікації.
Таким терміном позначають поняття, що широко використовують в сучасному суспільствознавстві — соціальній філософії, культурології, соціології, психології, політології.
Поняття маргінал традиційно використовується для аналізу граничного положення особистості стосовно якоїсь соціальної спільноти, що при цьому накладає певний відбиток на її психіку та спосіб життя.

## У соціології
У соціології маргіналізація це процес соціального падіння або перебування у невисокому й заздалегідь програшному соціальному статусі. Маргіналізація літератури коли йдеться про занепад її впливу. 
Зазвичай маргіналізація призводить до матеріального зубожіння, і навіть до зникнення маргіналізованих груп (Mullaly, 2007). Маргіналізовані індивіди часто обмежені в отриманні соціальних послуг, програм і соціальних привілеїв (Young, 2000). Розрізняють особисту, громадську і глобально-структурну маргіналізацію.
Категорію маргіналізації введено американським соціологом Р. Парком, з метою виявлення соціо-психологічної неадаптації мігрантів до умов міського середовища. У такій ситуації виявляються так звані «культурні гібриди», що балансують між домінантною в суспільстві групою, що повністю ніколи не приймає маргіналів, і групою, з якої вони виділилися.
У тому числі маргінал це:
1. Той, хто втратив колишні соціальні зв'язки і не пристосувався до нових умов життя (зазвичай, про представників національних меншин, мігрантів, вихідців із села чи міста).
2. Той, хто не визнає загальноприйнятих норм і правил поведінки.
3. розм. Представник специфічних субкультур, політичних течій, релігій тощо.